# Oneux (Comblain-au-Pont)
Pour les articles homonymes, voir Oneux.
Oneux est un village de la commune belge de Comblain-au-Pont située en Région wallonne dans la province de Liège. Avant la fusion des communes de 1977, Oneux faisait déjà partie de la commune de Comblain-au-Pont.

## Situation
Le village d'Oneux se situe sur les contreforts sud et est des vallées de l'Amblève et de l'Ourthe. Le village s'étend le long de la redoutable (pour les cyclistes) côte d'Oneux qui passe de l'altitude 100 au Pont-de-Sçay jusqu'à l'altitude 299 à Hoyemont.

## Description

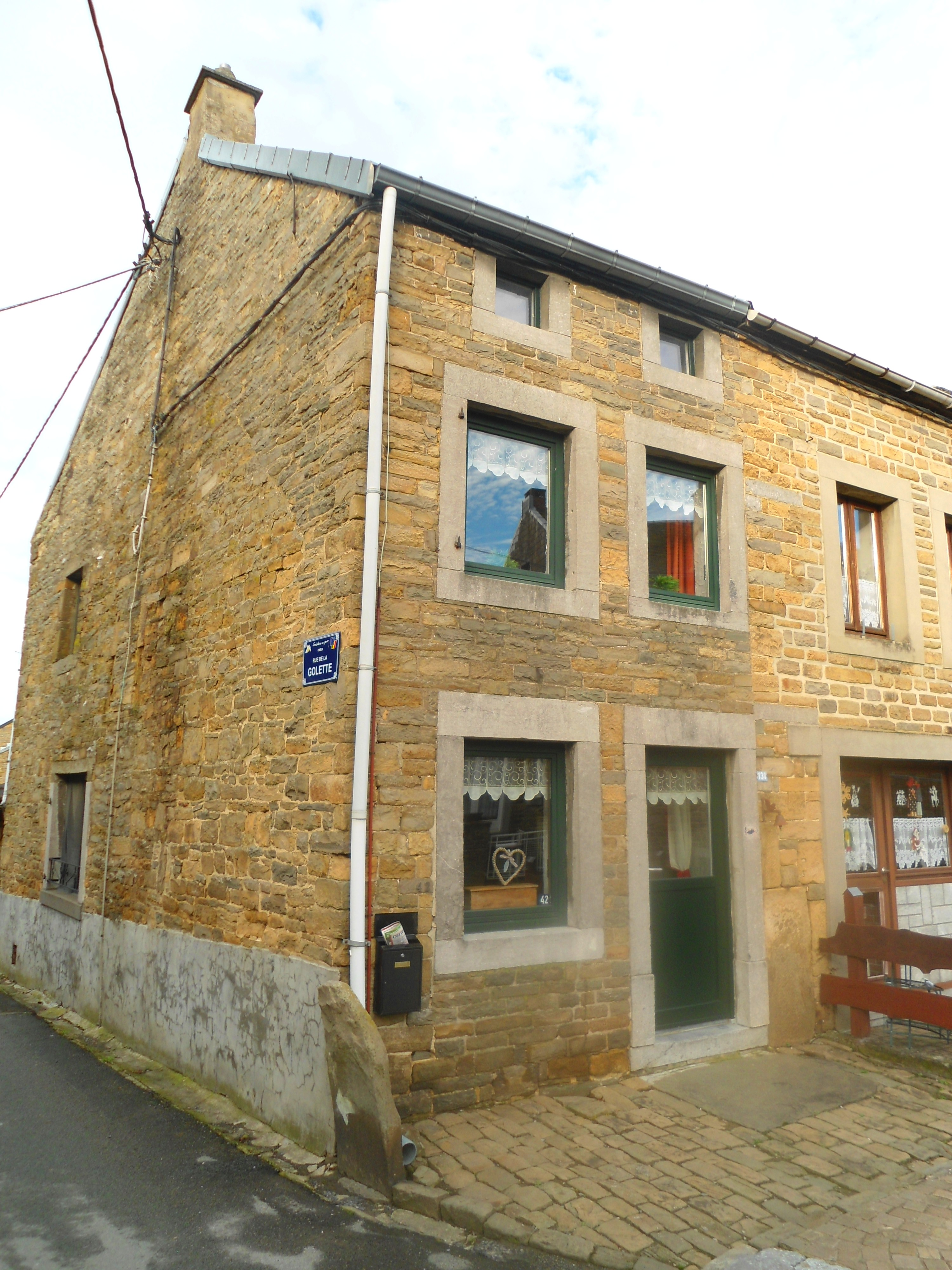
Petite maison d'Oneux

Comme le village de Fraiture visible sur la rive opposée de l'Amblève, Oneux est caractérisé par un ensemble de constructions en grès jaune dit grès de paille qui donne à la localité une très belle unité de ton. Oneux fait partie avec Rouvreux et Fraiture des plus beaux villages en grès des crêtes du Condroz liégeois et de la région Ourthe-Amblève. D'anciennes carrières d'extraction de grès se situent à l'est du village.
Une minuscule chapelle consacrée à la Vierge Immaculée Conception se trouve devant l'église Saint-Joseph construite en 1850. Une petite fontaine est située au centre du village.

## Activités
L'école communale d'Oneux se situe au n° 1 de la rue du Goley. 
Le terrain de football du S.C.Oneutois se trouve au-dessus du village au lieu-dit Sauray.
Le sentier de grande randonnée 571 escalade la réserve domaniale des Tartines (rochers) toute proche avant de traverser le village en direction de Hoyemont.